# Trester (Pressrückstände)

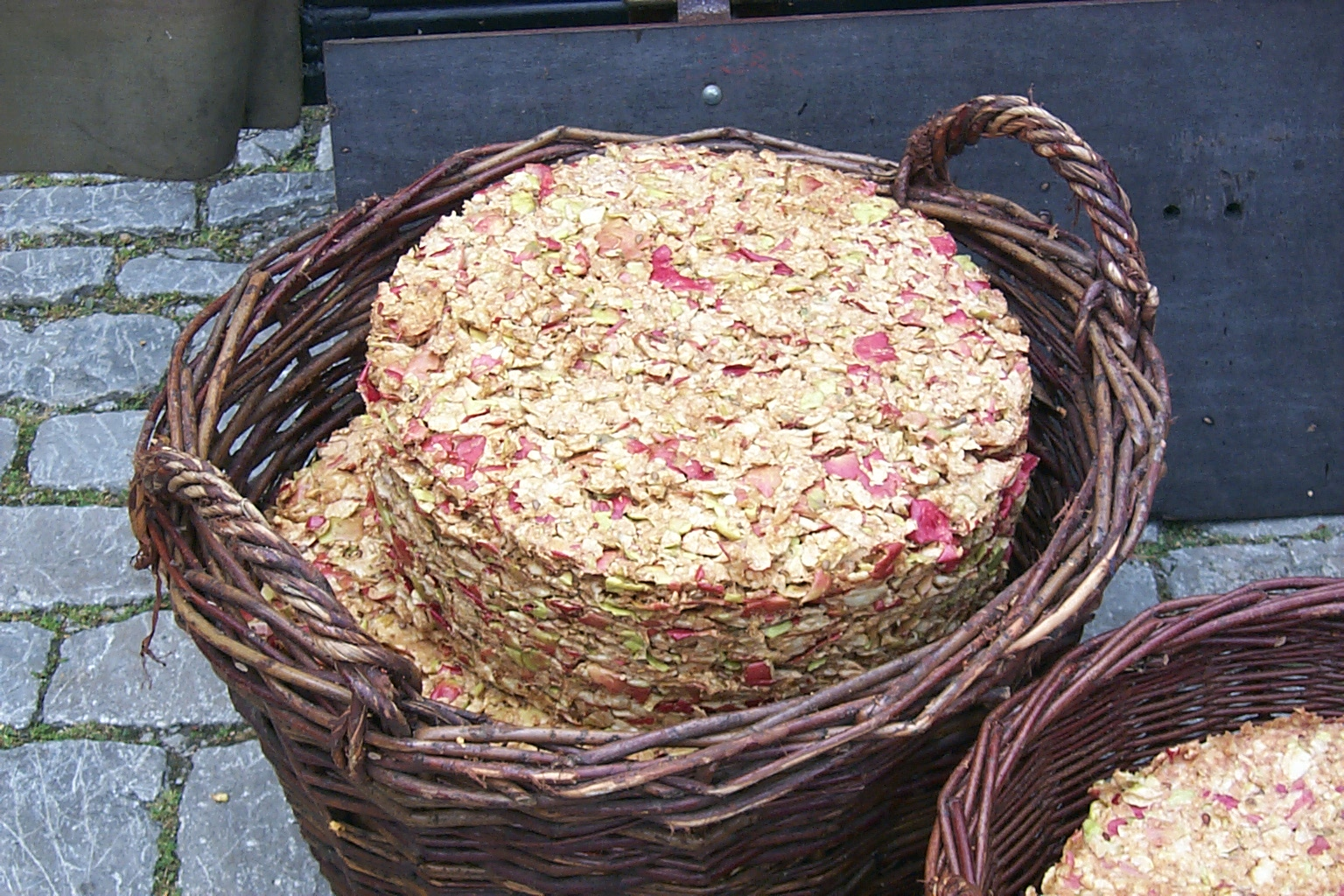
Trester von Äpfeln

Trester ['trɛstɐ] sind die vorwiegend festen Rückstände, die nach dem Auspressen des Saftes von Obst, Gemüse oder Pflanzenbestandteilen, wie Äpfeln, Weintrauben, Karotten oder Tomaten übrig bleiben. Auch die Rückstände vom Mahlen und Pressen von Kaffeebohnen für Espresso und Kaffee (Kaffeesatz), der bei der Herstellung von Olivenöl anfallende Presskuchen sowie die auch Treber genannten Rückstände des Malzes beim Bierbrauen werden als Trester bezeichnet.

## Verwendung

### Futtermittel und Dünger
Die Trester der meisten Früchte, die beim Entsaften anfallen, werden als Futtermittel, teilweise auch als Dünger verwendet.
Apfeltrester, teilweise mit bis zu 10 % Hafer vermischt, wird in den Wintermonaten zur Wildfütterung und zum Ankirren von Schalenwild verwendet.

### Nahrungs- und Genussmittel
Insbesondere Trester der Weintrauben werden zu Spirituosen verarbeitet, zum Beispiel zu Grappa. Möglich ist auch die Nutzung von Trester in der Herstellung von Backwaren. Hierdurch kann der Anteil an Weiß- und anderen Brotmehlen reduziert oder sogar ganz auf sie verzichtet werden, was ernährungsphysiologische Vorteile bietet.

### Gewinnung von Pektin
Zitrus-, Rüben- und Apfeltrester werden teilweise zur Gewinnung von Pektin genutzt, das unter anderem als rein pflanzliches Ersatzmittel von Gelatine dient.

### Energetische Nutzung
Bereits in der mittelalterlichen Alchemie wurde Trester zur Erzeugung von Wärme für die „Destillation“ benutzt.
Trester sind energetisch wertvoll und eignen sich für die Energiegewinnung mittels Biogasanlagen oder als Trester-Pellets, die als Brennstoff dienen können (siehe auch Lohkäse).
Aus dem beim Pressen von Oliven anfallenden Ölkuchen kann durch weiteres Pressen und anschließendes Verkohlen Grillkohle gewonnen werden.